# Beřovice
Obec Beřovice (německy Berschowitz) se nachází 5 km severovýchodně od Slaného v okrese Kladno, kraj Středočeský. Žije zde 389 obyvatel. Vsí protéká Bakovský potok. Nachází se zde dva rybníky, Hobšovický a Bakovský.

## Části obce
- Beřovice
- Bakov

## Historie
První písemná zmínka o obci pochází z roku 1348. Od konce 19. století se v Beřovicích začal těžit kaolin. Mimo kaolinu se tu těžila i také tzv. malířská hrudka.
Znak a vlajka byly obci uděleny rozhodnutím předsedy Poslanecké sněmovny Parlamentu České republiky dne 6. ledna 2021.

### Územněsprávní začlenění
Dějiny územněsprávního začleňování zahrnují období od roku 1850 do současnosti. V chronologickém přehledu je uvedena územně administrativní příslušnost obce v roce, kdy ke změně došlo:
- 1850 země česká, kraj Praha, politický i soudní okres Slaný[5]
- 1855 země česká, kraj Praha, soudní okres Slaný[5]
- 1868 země česká, politický i soudní okres Slaný[5]
- 1939 země česká, Oberlandrat Kladno, politický i soudní okres Slaný[6]
- 1942 země česká, Oberlandrat Praha, politický i soudní okres Slaný[7]
- 1945 země česká, správní i soudní okres Slaný[8]
- 1949 Pražský kraj, okres Slaný[9]
- 1960 Středočeský kraj, okres Kladno[10]

### Rok 1932
Ve vsi Beřovice (418 obyvatel) byly v roce 1932 evidovány tyto živnosti a obchody: obchod s cementovým zbožím, družstvo pro rozvod elektrické energie v Beřovicích, holič, 2 hostince, kolář, Dělnický konsum, kovář, krejčí, mlýn, obuvník, pekař, 9 rolníků, 2 řezníci, 2 obchody se smíšeným zbožím.

## Obyvatelstvo
| Rok            | 1869 | 1880 | 1890 | 1900 | 1910 | 1921 | 1930 | 1950 | 1961 | 1970 | 1980 | 1991 | 2001 | 2011 | 2021 |
| -------------- | ---- | ---- | ---- | ---- | ---- | ---- | ---- | ---- | ---- | ---- | ---- | ---- | ---- | ---- | ---- |
| Počet obyvatel | 578  | 627  | 621  | 713  | 706  | 692  | 653  | 463  | 453  | 418  | 326  | 302  | 279  | 363  | 388  |
| Počet domů     | 83   | 91   | 101  | 114  | 129  | 130  | 157  | 156  | 142  | 138  | 124  | 138  | 135  | 142  | 152  |

## Doprava
- Silniční doprava – Do obce vedou silnice III. třídy. Ve vzdálenosti 2,5 km lze najet na silnice I/16 v úseku Slaný - Mělník a II/118 v úseku Slaný - Zlonice.

- Železniční doprava – Železniční trať ani stanice na území obce nejsou. Nejblíže obci je železniční stanice Zlonice ve vzdálenosti 2,5 km ležící na trati 110 z Kralup nad Vltavou a Slaného do Loun, ve Zlonicích odbočuje Trať 095 do Vraňan.

- Autobusová doprava – V obci zastavovaly v září 2011 autobusové linky Slaný-Zlonice-Vraný (4 spoje tam, 6 spojů zpět) a Slaný-Hospozínek (3 spoje tam, 1 spoj zpět) (dopravce ČSAD Slaný, a.s.).[14]

## Pamětihodnosti
- Kaplička, na návsi
- Výklenková kaplička, jihozápadně od obce, při silnici do Dolína
- Podstavec kříže, při silnici do Dolína
- Pomník Valeriána Pejši, při čp. 43 (v jz. části obce, po levé straně silnice směr Dolín)
- Pamětní deska plk. Pravomila Raichla, který v obci prožil mládí. Deska se nachází na domě po severní straně návsi.
- Přírodní památka Mokřiny u Beřovic (dříve Hobšovický rybník), významné hnízdiště ptactva